# No justice, no peace
No justice, no peace (EE. UU.: /noʊ ˈʤʌstɪs, noʊ pis/) es un lema político que se originó en Estados Unidos durante las manifestaciones contra actos de violencia racista dirigidos contra la población negra. Su primer uso conocido data de 1986, a continuación del asesinato de Michael Griffith por parte de un grupo de jóvenes blancos.

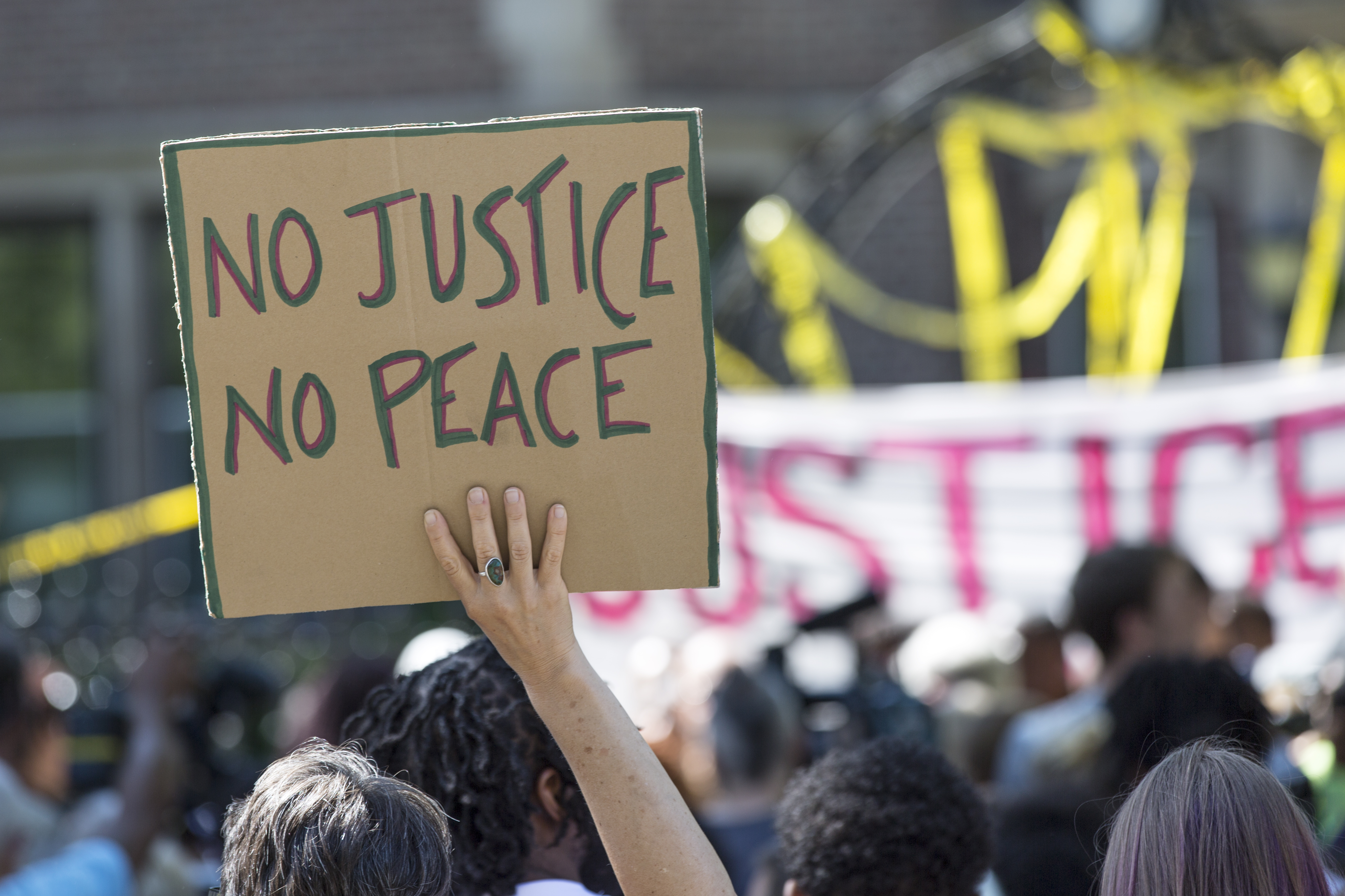
manifestaciones contra actos de violencia racista dirigidos contra la población negra.

Debido a la omisión de elementos de la oración, su significado preciso es motivo de disputa, pudiendo interpretarse (y, por tanto, traducirse) en un sentido condicional («Si no hay justicia, no hay/habrá paz» o «Sin justicia, no hay/habrá paz») o como una oración coordinada («No hay justicia y no hay paz»).

## Historia
El lingüista Ben Zimmer escribe que el uso del lema No justice, no peace durante las manifestaciones y protestas data del asesinato de Michael Griffith en 1986. Michael Griffith, un inmigrante trinitense, y tres amigos suyos, todos negros, fueron agredidos por un grupo de jóvenes blancos en Howard Beach (Queens, Nueva York). Griffith huyó de los atacantes hacia una autopista cercana, donde fue atropellado mortalmente por un automóvil que circulaba por allí. En 2014, el activista por los derechos civiles Al Sharpton relató:

En mitad de la protesta, alguien gritó el lema No justice, no peace. Otros empezaron a hacer lo mismo, y desde entonces lo adopté como un grito de protesta cada vez que un grave error judicial se ha cebado con los marginados.
In the midst of the protest, someone yelled the slogan, 'No justice, no peace'. Others began doing the same, and from then on I adopted it as a rallying cry each and every time a grave miscarriage of justice has befallen the disenfranchised

Otras fuentes sugieren que el lema fue popularizado en realidad por el activista Robert “Sonny” Carson, a quien se cita diciendo el 12 de febrero de 1987 diciendo:

¡No hay justicia! ¡No habrá paz! No habrá paz para todos vosotros que os atrevéis a matar a nuestros hijos si entran en vuestro vecindario... Vamos a hacer un verano largo y caluroso aquí, ¡preparaos para un nuevo negro en esta ciudad!
No justice! No peace! No peace for all of you who dare kill our children if they come into your neighborhood... We are going to make one long, hot summer out here... get ready for a new black in this city!

Por su parte, el New York Times relató en una noticia del 6 de julio de 1987 que “Sonny” Carson pronunció repetidamente el lema No justice, no peace en lo que él esperaba acabara emergiendo como el grito de protesta para su causa.
La frase aparece incluso antes, en 1984, en el cuadro Created Equal («Creados iguales») de Jean-Michel Basquiat.
Los disturbios de Los Ángeles de 1992, también conocidos como el «levantamiento de Los Ángeles» fueron recordados por el uso del lema, con el que los manifestantes expresaron su frustración colectiva con el orden social y económico existente.

## Sentido de la frase
El lema No justice, no peace puede interpretarse, según el hablante, como una oración condicional o bien como una coordinada (o conjuntiva; en inglés: conjunctive phrase). En la interpretación condicional, el lema se expresa como una declaración «si-entonces», lo que implica que la acción pacífica es imposible si antes no hay justicia, y que insta a los ciudadanos a manifestarse contra la injusticia incluso si ello deriva en violencia. Después de la muerte del niño Tamir Rice por disparo por parte de un agente de policía, el periodista Glen Ford escribió:

Más que una mera amenaza al Poder, el lema aporta claridad de propósito a quienes son partícipes del movimiento. Si las estructuras existentes de gobernanza y organización social no son capaces de proporcionar justicia a las personas negras, entonces esas estructuras deben dejarse de lado. De lo contrario, no habrá paz social.
More than just a threat against Power, the slogan brings clarity of purpose to the participants in the movement. If the existing structures of governance and social organization cannot possibly provide justice for Black people, then those structures must be pushed aside – or there will be no civil peace.

Según Zimmer, en los años ochenta y noventa se entendía el lema inequívocamente en el sentido condicional, y no en el conjuntivo. Un ejemplo de ello es la declaración en 1988 del abogado Ron Kuby ante el Subcomité de Justicia Criminal de la Cámara de Representantes de los Estados Unidos:

No justice, no peace [...] resume la frustración y la ira de las comunidades negra y latina de Nueva York. No justice, no peace permanece como la promesa solemne de un número creciente de personas en una ciudad cada vez más polarizada.
'No Justice, No Peace' [...] summarizes the frustration and anger of New York's Black and Latino communities. 'No Justice, No Peace' remains the solemn promise of an increasing number of people in an increasingly polarized city.

Por el contrario, la interpretación coordinada, da a entender que no puede existir ni la paz ni la justicia sin la otra. Después de la sentencia absolutoria en el caso del asesinato de Trayvon Martin, el capellán de la Universidad de Pensilvania dijo «La falta de justicia ha resultado en la falta de paz», «Los corazones apesadumbrados ahora carecen de paz debido a la falta de justicia en nuestra nación» y «No [hay] paz debido a que no [hay] justicia». Según escribe Sharpton, «No justice, no peace [...] es una manera de exponer la desigualdad que de otra manera sería ignorada».

## Expresiones similares
En 1967, Martin Luther King visitó la prisión de Santa Rita en California, donde estaban encarcelados varios manifestantes contra la guerra de Vietnam. Allí trazó un paralelismo entre el movimiento pacifista y el movimiento por los derechos civiles. Empleando una expresión explícitamente coordinada, King dijo: «No puede haber justicia sin paz. Y no puede haber paz sin justicia.».
King ya había empleado la misma frase en una carta que escribió a Willem Visser 't Hooft tras recibir King el Premio Nobel de la Paz y en una aparición en la televisión en 1965 en la que reafirmó su llamamiento al fin de la guerra, diciendo: «No puede haber paz en el mundo sin justicia, y no puede haber justicia sin paz. Creo que en cierto sentido estos problemas están inseparablemente unidos».
Durante las celebraciones de las Jornada Mundial de la Paz en enero de 1972, el papa Pablo VI dijo: «Si quieres la paz, trabaja por la justicia».

### Variantes
- No justice, no peace, no racist police («...basta de policía racista»),[1] atestada en forma impresa al menos desde 1995,[17] después de que un policía blanco de Chicago fuera de servicio matara a Joseph Gould, un hombre negro sin techo, y huyera de la escena del crimen.[18] Algunas variantes son ...no more racist police, con el mismo significado, No justice, no peace, prosecute the police («...que enjuicien a la policía»)[1] y No justice, no peace, fuck these racist-ass police («...que les jodan a estos policías racistas de mierda»).[19][20]
- Know justice, know peace («Conoce la justicia, conoce la paz»), variante homófona de la expresión original.[21]
- No justice, no street («Si no hay justicia, no habrá calle»), expresión surgida del desacuerdo sobre el destino de la plaza George Floyd, una plaza ocupada por manifestantes indignados por la muerte de George Floyd a manos de la policía en mayo de 2020. A comienzos de agosto de 2020, las autoridades de Mineápolis anunciaron la reapertura de la intersección en la que se encontraba la plaza. Sin embargo, los activistas que mantenían la plaza ocupada con barricadas exigieron que se destinaran 156 millones de dólares a diversas iniciativas antirracistas antes de aceptar ceder el control.[22][23]

### En otros países
- Pas de justice, pas de paix («No hay justicia, no hay paz»), frase utilizada por primera vez en julio de 2017 por un millar de manifestantes en Beaumont-sur-Oise en memoria de Adama Traoré.[24] En la manifestación organizada por el colectivo Vérité pour Adama («Verdad para Adama») contra la violencia policial el 2 de junio de 2020 en París se volvió a emplear el lema.[25]